# BV Quakenbrück
Der BV Quakenbrück (offiziell: Ballspielverein Quakenbrück e.V.) war ein Sportverein aus Quakenbrück im Landkreis Osnabrück. Die erste Fußballmannschaft spielte ein Jahr in der höchsten Amateurliga Niedersachsens.

## Geschichte
Der Verein wurde im Jahre 1910 gegründet und zählte 39 Jahre später zu den Gründungsmitgliedern der Amateurliga 2. Der BVQ wurde Meister und schaffte den Aufstieg in die Amateuroberliga Niedersachsen-West. Mit 14 Punkten Rückstand auf einen Nichtabstiegsplatz und 118 Gegentoren war die Mannschaft nicht konkurrenzfähig und stieg als Tabellenletzter der Saison 1950/51 sofort wieder ab. Im Jahre 1956 folgte der Wechsel in die neu geschaffene Amateurliga 8. Dort erreichte man 1958 die Vizemeisterschaft hinter TuRa Grönenberg Melle. Im Jahre 1964 verpassten die Quakenbrücker die neu geschaffene Verbandsliga West. Zwei Jahre später schaffte man den Aufstieg dorthin und stieg 1968 als Tabellenletzter wieder ab. Ein Jahr später ging es für die Quakenbrücker runter in die Bezirksklasse, ehe es 1976 hinunter in die Kreisliga ging. 1978 gelang der Wiederaufstieg, ehe ein Jahr später der Durchmarsch in die Bezirksliga nach einer 0:1-Niederlage im Entscheidungsspiel gegen Raspo Osnabrück knapp verpasst wurde.
Im Jahre 1985 gelang dann der Aufstieg in die Bezirksliga, wo die Mannschaft zwei Jahre später Vizemeister hinter den Amateuren des VfL Osnabrück wurde. Nach mehreren Jahren im Mittelfeld der Liga gelang 1994 der Aufstieg in die Landesliga Weser-Ems. Dort gelang zwar ein Jahr später der Klassenerhalt. Zwischen 1996 und 1998 folgten dann jedoch drei Abstiege in Folge, die die Quakenbrücker 1999 in die Kreisliga Osnabrück-Land führten. Mit nur drei Punkten Vorsprung auf den SV Nortrup konnte ein vierter Abstieg in Folge nur knapp vermieden werden.

## Nachfolgeverein Quakenbrücker SC
Im Jahre 1999 fusionierte der BV Quakenbrück mit dem langjährigen Lokalrivalen VfR Quakenbrück zum Quakenbrücker SC. Dieser wurde 2001 Vizemeister hinter dem 1. FCR Bramsche, scheiterte aber in der Aufstiegsrunde an den Sportfreunde Schledehausen. Drei Jahre später wurde der QSC erneut Vizemeister der Kreisliga, dieses Mal hinter dem SV Quitt Ankum. Erneut zog die Mannschaft in die Aufstiegsrunde ein und scheiterte am BSV Holzhausen. Im Jahre 2005 gelang dann als Meister der Aufstieg in die Bezirksklasse, dem ein Jahr später die Qualifikation für die Bezirksliga als Tabellendritter folgte. Anschließend wurden die Quakenbrücker zur Fahrstuhlmannschaft. Den Abstiegen in den Jahren 2008 und 2010 folgte jeweils der direkte Wiederaufstieg. Als der QSC 2013 erneut in die Kreisliga abstieg, dauerte es vier Jahre, bis die Mannschaft den Wiederaufstieg in die Bezirksliga schaffte. Im Sommer 2021 zog der Verein die Mannschaft freiwillig in die Kreisliga zurück. Drei Jahre später stieg der QSC in die 1. Kreisklasse ab, schaffte aber den direkten Wiederaufstieg.

## Persönlichkeiten
- Christian Brand
- Michael Bürgel
- Erich Gleixner
- Reinhard Haseldiek
- Jörg-Uwe Klütz
- Vitomir Rogoznica